# Jacqueline Lorient
Jacqueline Lorient (Burdeos, 13 de mayo de 1928-Burdeos, 8 de junio de 2000) fue una deportista francesa que compitió en esgrima, especialista en la modalidad de florete. Ganó una medalla de plata en el Campeonato Mundial de Esgrima de 1955, en la prueba por equipos.

## Palmarés internacional
| Campeonato Mundial | Campeonato Mundial | Campeonato Mundial | Campeonato Mundial  |
| Año                | Lugar              | Medalla            | Prueba              |
| ------------------ | ------------------ | ------------------ | ------------------- |
| 1955               | Roma (Italia)      | Medalla de plata   | Florete por equipos |